# Герб Кулдиги
Герб Кулдиги — офіційний символ міста Кулдига, Латвія. У червоному щиті срібна постать святої Катерини Александрійської, у короні мучениці, з колесом тортур і розарієм у правиці, й мечем у лівиці. Затверджений 21 жовтня 1938 року. Походить від старого міського герба 1681 року часів герцогство Курляндії і Семигалії. Свята Катерина вважається покровителькою міста.

## Історія
- 1681 року курляндсько-семигальський герцог Яків Кеттлер дарував місту Гольдінген герб. На ньому була зображена коронована свята Катерина Александрійська, яка правицею високо тримала колесо з розарієм, а лівицею — великого меча, вістрям донизу; свята стояла на землі, усіяній квітами і травами. Того ж року цей мотив стали використовувати на печатці Гольдінгенського магістрату. Кольори герба точно невідомі, проте на карті герцогства Курляндії і Семигалії від 1770 року подано штрихування: срібна фігура на срібній землі у зеленому полі[1].
- 11 березня 1846 року російська влада перезатвердила герб Гольдінгена, повітового міста Курляндської губернії, внісши деякі зміни до зображення. Зокрема, Катерину одягли у княжу мантію, колесо опустили на землю, зелене поле зробили червоним, а срібну землю — зеленою.

| Оригінал |  | Переклад |
| --- |  | --- |
| Въ красномъ полѣ изображеніе Св. Мученицы Екатерины въ бѣлой одеждѣ съ золотымъ мученическимъ вѣнцомъ на головѣ, съ которой ниспадаютъ распущенные по обѣ стороны волосы, въ правой рукѣ держитъ она мученическое колесо, на коемъ повѣшены четки, а въ лѣвой мечъ, остріемъ въ землю обращенный; Св. Мученица стоитъ на поросшей цвѣтами почвѣ. |  | У червоному полі зображення Св. Мучениці Катерини у білому одязі з золотим мученицьким вінцем на голові, з якої спадає додолу розпущене по обидва боки волосся, в правій руці тримає вона мученицьке колесо, на якому повішені чотки, а в лівій — меч, вістрям до землі обернений; Св. Мучениця стоїть на ґрунті, порослому квітами. |

- 31 жовтня 1925 року Геральдичний комітет Латвії затвердив новий герб Кулдиги, колишнього Гольдінгена: синє поле, перетяте лівобічним перев'язом, з двома срібними рибами. Це зображення символізувало річку Вента, на якій стояло місто.

| Оригінал                                                                                           |  | Переклад                                                                                  |
| -------------------------------------------------------------------------------------------------- |  | ----------------------------------------------------------------------------------------- |
| Zils lauks, no kreisās puses šķērsām dalīts ar sudraba lauztu baļķi. Katrā zilā daļā sudraba zivs. |  | Синє поле перетяте срібним хвилястим лівобічним перев'язом. У кожній частині срібні риби. |

- 21 жовтня 1938 року Геральдичний комітет Латвії повернув старий герб Кулдиги зі святою Катериною. За основу було взято герб 1681 року, але з кольорами герба російської доби.

| Оригінал |  | Переклад |
| --- |  | --- |
| Sarkanā laukā svētās Katrīnas tēls sudrabā ar mocekļa kroni galvā, riteni labajā rokā un zobenu kreisajā rokā. |  | У червоному полі свята Катерина у сріблі, з короною мучениці на голові, колесом у правій руці й мечем у лівій руці. |

## Галерея

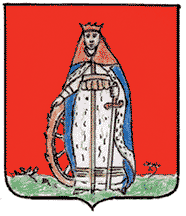
1846
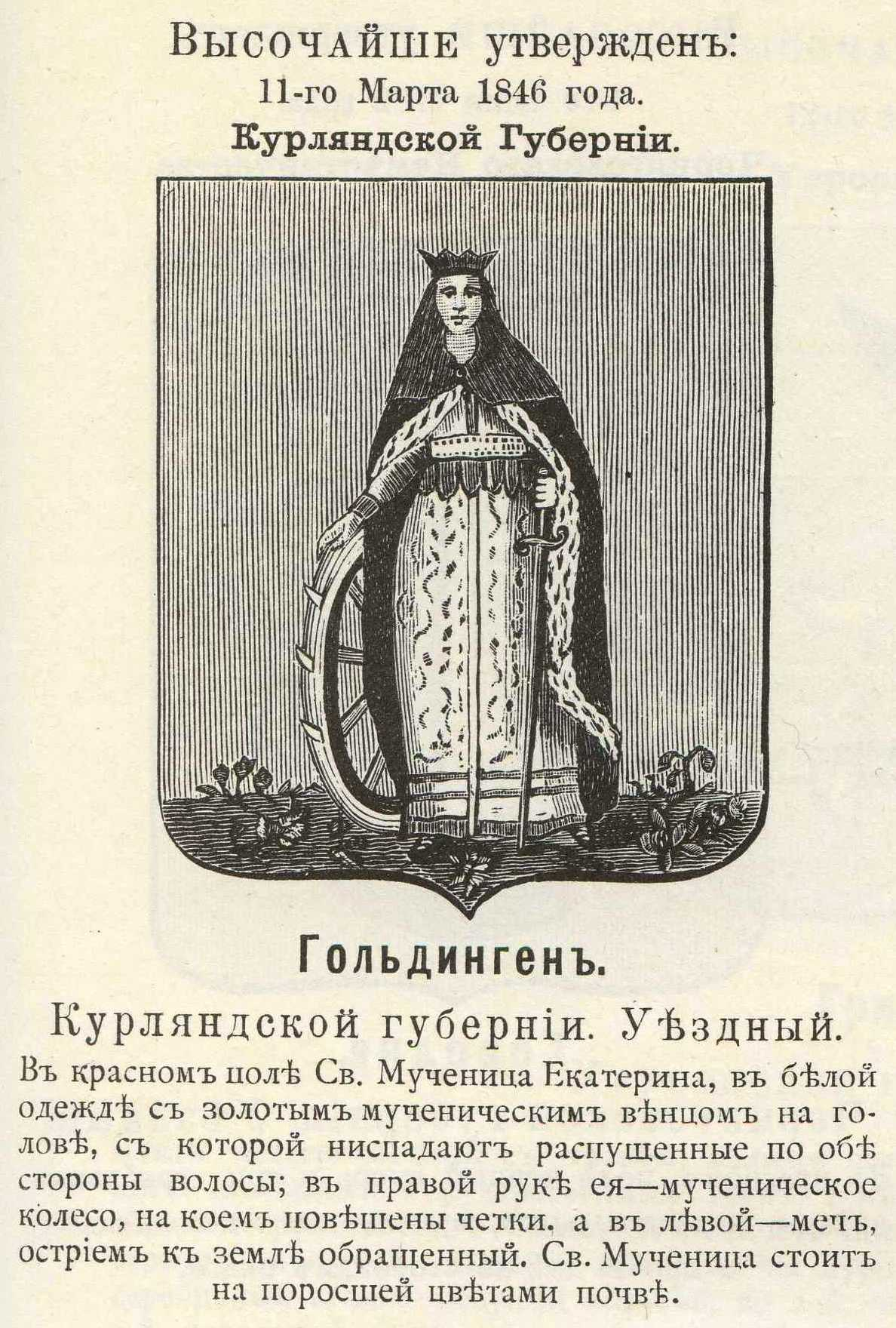
1846 — 1925
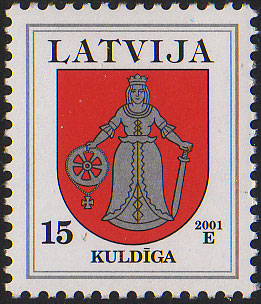
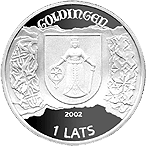

### Монографії
- Juškēvičs, Jānis. Hercoga Jēkaba laikmets Kurzemē. Rīgā: Valstspapīru Spiestuves izd., 1931.
- Saeimas kārtības rullis. "Valdības vēstnesis", 01.12.1925., Nr. 269, 1. lpp.
- Винклер, П.П. фон. Гербы городов, губерний, областей и посадов Российской Империи, внесенные в Полное Собрание законов с 1649 по 1900 год. Санкт-Петербург, 1899.